# Meester, hij begint weer!
Meester, hij begint weer! was een Vlaamse comedy- en jeugdserie met Frank Dingenen die van 1985 tot 1990 op de zender BRT1 (nu VRT 1) liep.
De reeks zorgde voor een doorbraak in de carrières van Jacques Vermeire, Bart De Pauw en Danny Timmermans.

## Concept
De serie speelde zich grotendeels af in een klaslokaal van een secundaire school, waar meester André Buys (Frank Dingenen) zowat alle vakken gaf voor de klas '5 B&T' (5 Bissers & Trissers). Elke aflevering bestond uit een losse verhaallijn die zich in de klas zelf afspeelde, afgewisseld met losse sketches.
De toen 17-jarige Bart De Pauw werd oorspronkelijk als figurant aangenomen, maar schreef spoedig samen met Dingenen en Paul Pourveur mee aan de scenario's. De ideeën en grappen die De Pauw bedacht, maar afgewezen werden omdat ze te absurd waren, zou hij in 1994 hergebruiken voor zijn eigen reeks Buiten De Zone, waarin behalve De Pauw ook Timmermans mee acteerde. In die zin kan "Meester, hij begint weer" als een voorloper van "Buiten De Zone" gezien worden, omdat ook hier een ernstige, losse verhaallijn werd afgewisseld met absurde sketches.
In 1993 verscheen op VTM een remake onder de titel Meester!, waarin Wendy Van Wanten directrice was.

## Rolverdeling
| Acteur                | Personage                                         |
| --------------------- | ------------------------------------------------- |
| Frank Dingenen        | Meester A.Buys                                    |
| Chris Boni            | Directrice                                        |
| Jacques Vermeire      | Conciërge                                         |
| Sien Eggers           | Kantinehoudster (seizoen 2) / gastrol (seizoen 1) |
| Filip Peeters         | Hubert Miller (seizoen 2)                         |
| Chris Cauwenberghs    | Piet Agoras (seizoen 2) / gastrol (seizoen 1)     |
| Bart De Pauw          | Bart (seizoen 1) / William (seizoen 2)            |
| Danny Timmermans      | Danny (seizoen 1) / gastrol (seizoen 2)           |
| Gunther Lesage        | Leerling                                          |
| Michael Pas           | Leerling                                          |
| Ianka Fleerackers     | Leerlinge (seizoen 2)                             |
| Anne Denolf           | Leerlinge                                         |
| Kristine Van Pellicom | Leerlinge                                         |
| Jo De Poorter         | Leerling                                          |
| Ann Petersen          | Moeder van meester Buys (seizoen 2)               |
| Stijn Meuris          | leraar (seizoen 2)                                |
| Carl Huybrechts       | zichzelf                                          |

## Afleveringen
- Seizoen 1: 7 oktober 1985 - 4 november 1985 (5 afl.)
- Seizoen 2: 10 oktober 1987 - 16 januari 1988 (8 afl.)
- Seizoen 3: 13 januari 1990 - 24 februari 1990 (7 afl.)

## Dvd
Op 25 oktober 2011 verscheen het tweede seizoen van Meester, hij begint weer! op dvd in een box van 2 dvd’s onder de titel "reeks 1". Later werd ook seizoen 3 op dvd uitgebracht als "reeks 2", eveneens een box bestaande uit 2 dvd’s.
De tweede reeks telt 8 afleveringen. De derde telt 7 afleveringen. Het eerste seizoen uit 1985 telt 5 afleveringen. Dit seizoen werd niet op dvd uitgebracht, maar wel heruitgezonden op Canvas.

## Trivia
- Frank Dingenen speelde in de F.C. De Kampioenen-aflevering "Sinterklaas kampioentje" zijn rol als André Buys uit Meester, hij begint weer!. Hij introduceert zichzelf als een collega van Pol De Tremmerie.